# Otto Christian August Wetzel
Otto Christian August Wetzel ( 1 de febrero de 1891 - 20 de agosto de 1971 Dresde) fue un botánico, y algólogo alemán;
pionero de la micropaleontología, profesor de paleontología en Eutin, investigando especialmente en rocas pórfidas. Su laboratorio se describe en publicaciones. Estudió en la década de 1930 escombros bálticos del período Cretácico, identificando dinoflagelados fósiles.
No tuvo vinculación con Walter Wetzel (1887-1978) que también investigó en paleontología.

## Obra
- 1929. Geologischer Führer durch Schleswig-Holstein (Excursiones geológicas a través de Baja Sajonia y áreas adyacentes; vol. 2). Gebrüder Borntraeger, Berlín

## Literatura
- Nachruf. En: Christiana Albertina. Forschungen und Berichte aus der Christian-Albrecht-Universität zu Kiel, vol 7 (1978), ISSN 0578-0160

- Linda Dietz, William Sarjeant, Trent Mitchell. The Dreamer and the Pragmatist. A joint biography of Walter Wetzel and Otto Wetzel, with a survey of their contributions to geology and micropaleontology. En: Earth Sciences History, vol 18 (1999), ISSN 0736-623X, pp. 4–50

- La abreviatura «Wetzel» se emplea para indicar a Otto Christian August Wetzel como autoridad en la descripción y clasificación científica de los vegetales.[2]